# Spring Mountains
Spring Mountains je pohoří na jihu Nevady, v Clark County, ve Spojených státech amerických. Nejvyšší horou je Charleston Peak (3 632 m).
Spring Mountains leží v těsné blízkosti hranice s Kalifornií, přibližně 40 km severozápadně od města Las Vegas.
Je pojmenované podle mnoha pramenů, které se nachází zvláště na východní straně pohoří.

## Geografie
Pohoří se rozkládá ze severozápadu na jihovýchod, největší délky dosahuje okolo 70 km. Ve směru východ-západ pak okolo 40 km.

## Flora
Spring Mountains je velmi druhově bohaté. Roste zde 37 různých druhů stromů a okolo 600 druhů rostlin. Pohoří nemá velkou rozlohu, hlavním důvodem biologické diverzity je výrazné převýšení. Nejvyšší hora Charleston Peak má jednu z největších prominencí ve Spojených státech amerických (2 517 m).